# 静岡市立城山中学校
静岡市立城山中学校（しずおかしりつ しろやまちゅうがっこう）は、静岡県静岡市駿河区小坂二丁目にある公立中学校。

## 特色
- 近隣の小坂川沿いにある城山の梅園[1]が有名。このほかにも近隣の大和田地区にあるみかん園など自然を活用した施設のある学校。
- 学区内には用宗海岸、広野海岸公園、大崩海岸などがある。
- スクールカラーはえんじ色。
- 女子生徒の制服は旧静岡市内の公立中学では数少ないセーラー服（他校では美和中の冬服のみ。駿河区内では私立中学校も含めて唯一）。襟のラインはえんじ色が2本。襟の部分にはイニシャルが刺繍されている。タイの色もえんじ色。
- ジャージは灰色にえんじ色と金色のライン。
- 体操着は男女共通。上は白をベースに首回りがえんじ色に首から袖口までローマ字で「SHIROYAMA」とえんじ色で並べられている。
- 体育祭のことをオリンピアと呼ぶ。以前は生徒会活動のことをハウス活動と言っていた。これには学校全体が家族のようになれるようにと言う願いがこめられていた。他にも以前は専門委員会もこのような英語での表現が使われていた。
- 城山の梅園と学校内で採れる梅を毎年収穫し学校行事として梅を漬けている。また、梅干しは地域の人達との交流にも活用している学校独自の梅活がある。2009年（平成21年）12月、第10回中部の未来創造大賞 奨励賞（梅活動と地域あったか活動）を受賞した。

## 沿革
- 1984年（昭和59年）4月 - 長田南中学校の生徒数増加に伴い新設開校・6月 プール完成
- 1985年（昭和60年） - 梅園に苗木を植える
- 1990年（平成2年） - 東名高速道路ガード下大壁画完成
- 1992年（平成4年） - 城山の梅園ポケットパーク完成
- 1993年（平成5年） - 創立10周年記念式典挙行
- 1995年（平成7年） - ビオトープ「めだか池」完成
- 2003年（平成15年） - 創立20周年記念式典挙行
- 2004年（平成16年） - 学力向上フロンティアスクール（文科省指定）
- 2009年（平成21年）12月14日 - 第10回中部の未来創造大賞 奨励賞を受賞（梅活動と地域あったか活動）[2]

## 小学校区

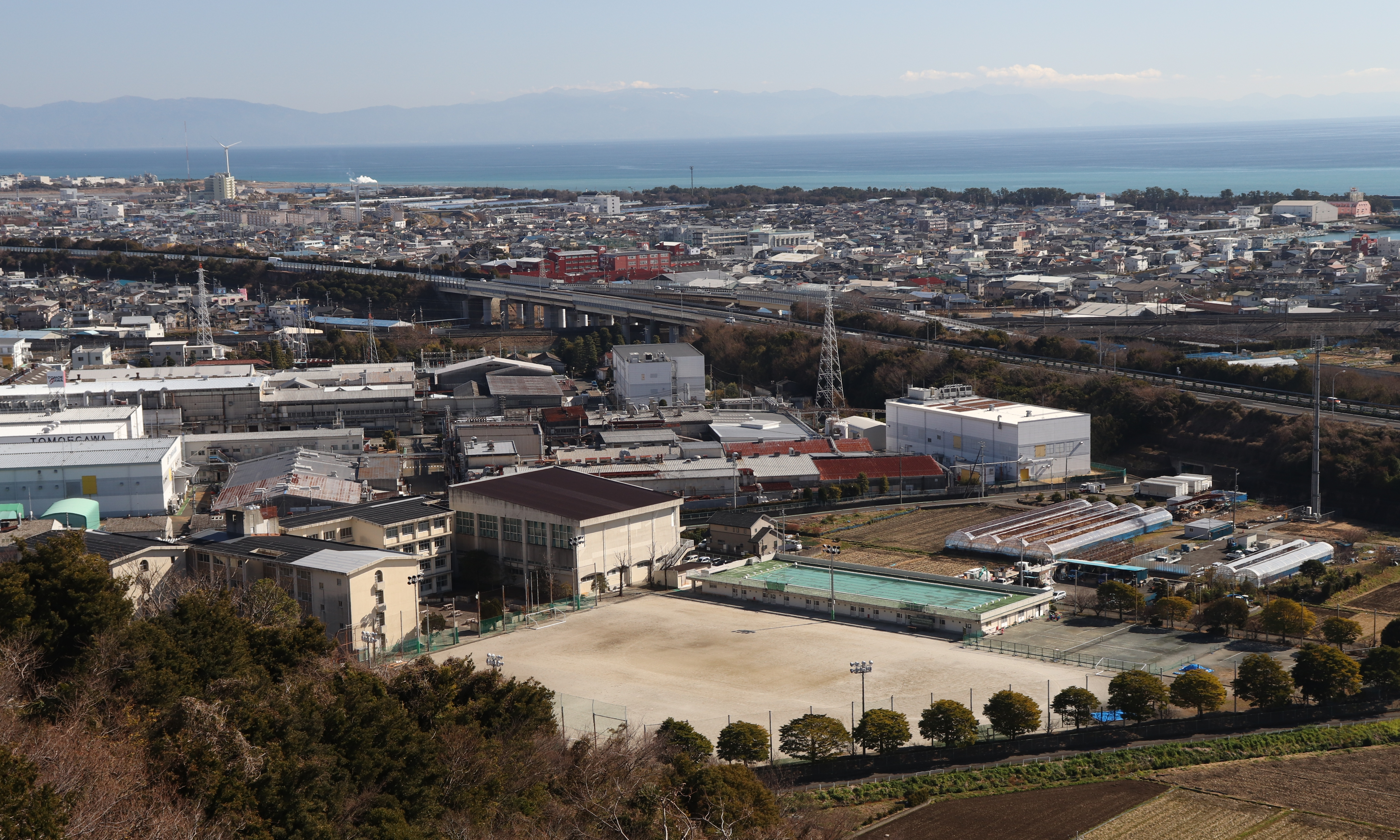
静岡市立城山中学校と周辺、東名高速道路の奥に静岡市立長田南小学校

- 静岡市立長田南小学校

## 校区内の主な施設
- 静岡市立長田南小学校
- 市立用宗こども園
- 市立広野保育園
- 用宗駅
- 静岡南警察署 用宗交番
- 静岡西郵便局
- 持船城
- 用宗海岸
- 広野海岸公園
- 大崩海岸
- 巴川製紙所 静岡事業所

## 出身者
- 秋本倫孝
- 尾崎瑛一郎

## アクセス
- しずてつジャストライン丸子小坂線（土日祝日運休） ｢赤坂入口｣停留所から、徒歩10分